# Колесов, Василий Иванович
Василий Иванович Колесов (24 сентября 1904, Мартьяновская, Вологодская губерния — 2 августа 1992, Санкт-Петербург) — советский хирург; доктор медицинских наук, профессор, полковник медицинской службы, заслуженный деятель науки РСФСР (1964), лауреат Государственной премии СССР.
Один из пионеров мировой кардиохирургии, 25 февраля 1964 года выполнил первое в мире маммаро-коронарное шунтирование человеку с помощью шовной техники на работающем сердце.

## Биография
Василий Иванович Колесов родился 24 сентября 1904 года в деревне Мартьяновская (ныне — в Усть-Кубинском районе Вологодской области) в крестьянской семье. Освоив грамоту и чистописание, он подрабатывал в одной из церквей села Кубенское писарем и пел в церковном хоре.
- В 1931 году окончил 2-й Ленинградский медицинский институт (ныне — Северо-Западный государственный медицинский университет имени И. И. Мечникова). Работал в районной больнице посёлка Чусовой Пермской области.
- 1934 год — стал ассистентом кафедры факультетской хирургии Пермского медицинского института, возглавляемой профессором Василием Николаевичем Париным.
- 1936 год поступил в аспирантуру Ленинградского ГИДУВа.
- 1938 год стал ассистентом хирургической клиники этого института.
- В июне 1941 году он отправил жену с сыном в поселок Чусовой, сам же продолжил работу в больнице им. В. И. Ленина на Васильевском острове (бывшая Гаванская лечебница).
- 1942 год — ослабевшего хирурга В. И. Колесова с трудом спасли от смерти в госпитале, куда он был переведен для работы в качестве старшего хирурга. Тяжелый гидроперикард, развившийся вследствие недостаточного питания, с трудом был вылечен к весне 1942 г. Работа в военном эвакогоспитале была продолжена.
- В 1946 году В. И. Колесова пригласил работать профессор Петр Андреевич Куприянов (1893—1963), возглавивший в 1945 году 2-ю факультетскую хирургическую клинику Военно-медицинской академии.
- В 1949 году В. И. Колесова направляют в длительную командировку в Австрию для руководства хирургической службой Центральной группы войск, в дальнейшем назначают заведующим кафедрой военно-полевой хирургии в городе Харькове, откуда он через полтора года переезжает в Ленинград, возглавляя вначале кафедру общей хирургии.
- С 1955 года возглавляет кафедру факультетской хирургии 1-го Ленинградского медицинского института, также в том же году он встал во главе одной из самых крупных хирургических кафедр Советского Союза. Первоочередной задачей стала реваскуляризация миокарда.
- С 1964 года плановые операции по восстановлению коронарного кровотока стали выполнять регулярно. Так было положено начало эры прямой реваскуляризации миокарда.
- 25 февраля 1964 года В.И.Колесов выполнил первую в мире операцию маммаро-коронарного шунтирования (МКШ) на работающем сердце в клинике факультетской хирургии 1 Ленинградского медицинского института. Впоследствии операция будет называться "операция Колесова". В.И. Колесов выполнил свою операцию более чем на 3 года раньше, чем R. G. Favoloro провёл операцию аортокоронарного шунтирования (АКШ) с использованием большой подкожной вены в Кливлендской клинике. Таким образом, с февраля 1964 по май 1967 год клиника факультетской хирургии 1 Ленинградского медицинского института была единственным учреждением  в мире, где проводились операции коронарного шунтирования.
- В 1968 году В. И. Колесовым выполнены успешные операции при начинающемся инфаркте миокарда в виде МКА (Множественное коронарное шунтирование с использованием двух внутренних грудных артерий). В настоящее время едва ли найдется клиника в мире, где не используется операция В. И. Колесова — создание МКА, как основной шунт для восстановления кровотока в ПМЖА (передняя межжелудочковая артерия).
- В 1971 году когда для клиники факультетской хирургии по инициативе В. И. Колесова было построено новое здание, в котором был смонтирован рентгеноангиографический аппарат «Siemens» началась активная работа по изучению коронарного атеросклероза и возможности оперативного лечения коронарных артерий, что позволило проводить коронарографию каждому больному — кандидату на оперативное лечение ИБС.

Использование «колесовских» принципов применения ВГА (внутренней грудной артерии) для шунтирования коронарных артерий через 50 лет подчеркивает значимость вклада проф. В. И. Колесова в развитие коронарной хирургии.
После выхода на пенсию В. И. Колесов написал книгу «Записки старого хирурга», в которой он описывает свой жизненный путь, критически оценивая различные периоды своей жизни, становление себя как хирурга, путь к коронарной хирургии, который не был по достоинству оценен современниками.
Книга В. И. Колесова «Записки старого хирурга» не была издана при его жизни. Он умер 1 августа 1992 года, похоронен на Богословском кладбище в Санкт-Петербурге. Через 9 лет после его смерти книгу издали бывшие сотрудники В. И. Колесова; основную роль в издании книги сыграла Вера Яковлевна Пикалева — ассистент клиники факультетской хирургии.

## Научная деятельность
В. И. Колесов опубликовал около 200 научных работ, в том числе 8 монографий, посвящённых общей, грудной и сердечной хирургии. Разработал способ создания антеретростернального искусственного пищевода из тонкой кишки с сосудистым анастомозом между сосудами брыжейки и внутренней грудной артерии, способ закрытия культи двенадцатиперстной кишки, способ хирургического лечения кардиоспазма, способ создания ретроградного маммаро-венечного анастомоза. Способ расширенной верхней поперечной лапоротомии при раке желудка. Под его руководством с 1972 г. начали изучать проблемы электростимуляции сердца при нарушениях ритма.
- 1939 год — подготовлена и защищена кандидатская диссертация «Эвентрация селезенки при ранениях живота» — экспериментальная работа на собаках, посвященная разработке тактики хирургического лечения ущемлений селезенки при ранениях живота в зависимости от срока ущемления.
- В 1946 г. состоялась защита В. И. Колесовым докторской диссертации «Бактериологический контроль и терапия бактериофагом гнойных ран».
- В.И. Колесов является обладателем более десяти безусловных мировых приоритетов. 25 февраля 1964 года им была выполнена первая в мире операция маммаро- коронарного шунтирования (маммаро-коронарный анастомоз) на работающем сердце.Это событие перевернуло вековые представления врачей о невозможности хирургического лечения ишемической болезни сердца.  С 1964 по 1976 год В.И.Колесов проводил успешные операции в клинике факультетской хирургии 1 Ленинградского медицинского института регулярно, развивая метод. (С 1971 по 1976 год операции проводились в новом, построенном под руководством В.И.Колесова здании клиники).Впоследствии в СССР метод был забыт. За рубежом операция получила признание и широкое распространение и в конце 1990-х годов вернулась в Россию под названием "операция Колесова". Ее сравнивали с полетом на Луну. В настоящее время  операция маммаро-коронарного шунтирования на работающем сердце является Золотым стандартом  коронарной хирургии. Сейчас операция Колесова является одной из самых распространенных  и выполняется во всех клиниках мира в неизменной методике автора.

## Семья
- Жена — Керштейн Эттель Исаевна (1904—1994)
- Мать — Колесова Мария
- Отец — Колесов Иван

## Награды
- Два ордена Отечественной войны I и II степени (22.12.1944, 6.4.1985[6])
- Орден Трудового Красного Знамени (01.01.1945)
- Медали, в том числе:
  - «За оборону Ленинграда» (22.12.1942)
  - «За победу над Германией» (9.5.1945)
  - «За боевые заслуги» (13.6.1952)